# Danse du volador
Ne doit pas être confondu avec El Volador.
La danse du volador (Danza de los Voladores ou Palo Volador) est une cérémonie rituelle mexicaine d'origine mésoaméricaine. Le rituel se compose d'une danse et de l'escalade d'un poteau de 30 mètres à partir duquel quatre des cinq participants s'attachent les jambes à des cordes avant de se lâcher dans le vide en tournant et en descendant progressivement vers le sol. Le cinquième reste au-dessus du mât, en dansant et en jouant de la flûte et du tambour. Selon un mythe, le rituel a été créé pour demander aux dieux de mettre fin à une grave sécheresse.
Elle a été inscrite sur la liste représentative du patrimoine culturel immatériel de l’humanité de l'UNESCO en 2009.

## Histoire
Selon le mythe totonaque, il y a au moins 450 ans, une grave sécheresse causa la famine. Les dieux retenaient la pluie parce que les gens les avaient négligés. La cérémonie a été créée, pour apaiser les dieux et ramener les pluies. Dans certaines versions de l'histoire, le rituel est créé par les vieillards d'un village, qui ont ensuite choisi cinq jeunes hommes qui étaient chastes. Dans d'autres versions, les cinq jeunes hommes auraient créé eux-mêmes le rituel. Ils auraient coupé le plus grand arbre dans la forêt voisine, avec la permission du dieu de la montagne, dépouillé de ses branches et traîné vers le village pour y être érigé. Les jeunes hommes grimpèrent au mât et quatre d'entre eux sautèrent tandis que le cinquième jouait de la musique au sommet. Le rituel décida le dieu de la pluie Xipe Totec et d'autres dieux, de faire retomber les pluies, permettant à la terre de redevenir fertile,. 
L'origine exacte de ce rituel est inconnue, mais on pense qu'il a été initié par les peuples huaxtèque, Nahua et Otomi dans la Sierra Norte de Puebla (en) et des zones de montagne de Veracruz,,. Le rituel s'est propagé à travers le territoire méso-américain jusqu'à ce qu'il soit pratiqué dans le nord du Mexique jusqu'au Nicaragua. À l'époque préhispanique, le rituel était beaucoup plus complexe, impliquant les tabous et la méditation. 

## Symbolisme
Les participants font parfois référence à des oiseaux et sont, dans certaines régions, habillés comme des perroquets, des aras, des quetzals et des aigles. Ces quatre oiseaux représentaient les dieux de la terre, du feu, de l'air et l'eau. Au XVIe siècle, le rituel a été fortement associé aux cérémonies solaires, telles que l'équinoxe de printemps,, et aux divinités solaires, comme par exemple Xipe Totec et Tlazolteotl. Le rituel reste étroitement lié aujourd'hui à la pluie et au soleil.
Dans la mythologie maya, la création du monde est associée à un oiseau mythique (Itzamna), divinité résidant sur l'Arbre du Monde. Les cinq hommes-oiseaux au sommet du poteau représentent des divinités. Le danseur principal se trouve au centre et joue de la flûte, ce qui représente le chant des oiseaux. Les quatre autres (représentant les quatre directions cardinales) tournent autour du mât pour représenter la recréation du monde (et la régénération de la vie).